# Erioptera nebulifera
Erioptera nebulifera är en tvåvingeart som beskrevs av Alexander 1953. Erioptera nebulifera ingår i släktet Erioptera och familjen småharkrankar. Inga underarter finns listade i Catalogue of Life.